# Туишев, Файзулла Кабирович
Файзулла Кабирович Туишев — (тат. Фәйзуллаһ Кабир улы Туишев, 6 декабря 1884 — 1958, 	Казань, Татарская АССР, РСФСР, СССР) — гармонист— виртуоз, первый татарский профессиональный гармонист, Народный артист Татарской АССР (1929).

## Творческая биография
Файзулла Кабирович Туишев родился 6 (18) декабря 1884 года в деревне Старая Тюгальбуга (тат. Иске Төгәлбуа) (Тугел Бага)) Мелекесского уезда Самарской губернии, в многодетной семье. Семья переехала в Мелекесс в поисках работы и вот здесь-то маленький Файзук впервые увидел-услышал шарманку, звуки которой превратили мир мальчика в настоящую сказку. Чуть позже Файзулла стал ходить к каруселям, исполнять куплеты и танцевать. Здесь он и получил «начальное» образование игры на разных инструментах. Именно мелекесские ярмарочные артисты увлекли мальчишку на гастроли по городам Поволжья, гастроли, растянувшиеся на всю жизнь… Выступал Туишев и в сольных концертах, и в аттракционах с участием цирковых артистов. Его незаурядные музыкальные способности заметил известный музыкант-виртуоз Петр Наумов. Он убедил юношу серьезно заняться музыкой.
Свои первые деньги стал зарабатывать, играя на гармони развлекая посетителей ярмарок и балаганов. «Моя учёба велась каруселью. Карусель — это для меня консерватория и музыкальный техникум» — говорил Ф. Туишев.
С 1910 года начал карьеру профессионального гармониста, Ф. Туишев гастролировал во многих крупных городах страны Саратов, Москва, Петроград, Нижний Новгород, Харьков, Чита, Самара, Баку и других. Выступает в Китае, Японии, Монголии, Корее, Южной Америке.
В 1926 году Ф. Туишев приехал в Казань.
В 1937 году начал работать в Татарской государственной филармонии организовав ансамбль гармонистов.

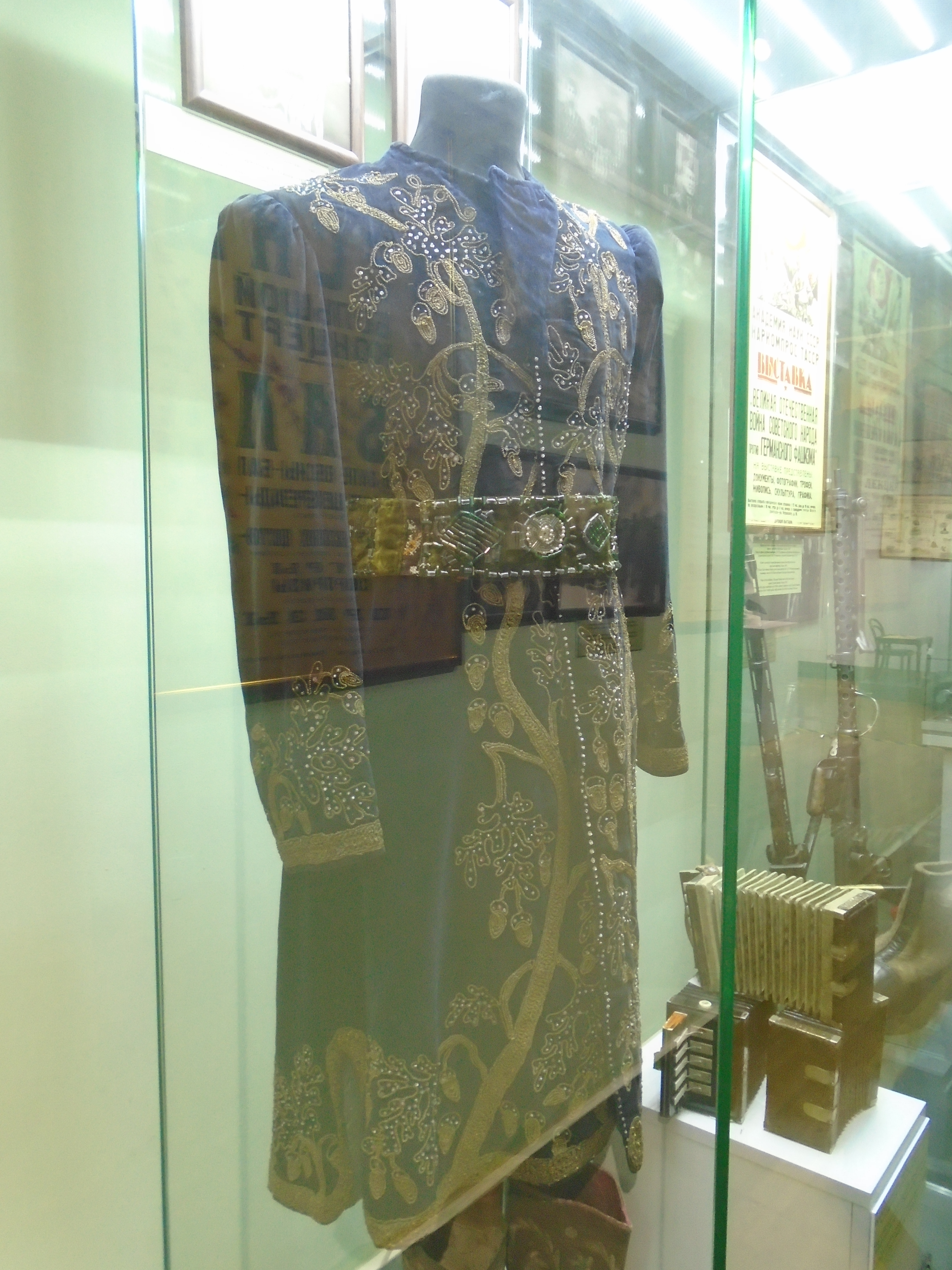
Концертный костюм и гармоники Туишева

В 1939 году занял 2-е место на Всероссийском смотре исполнителей на народных инструментах в Москве, где принимали участие около двух тысяч исполнителей со всего Союза.
Примечательно, что Ф. Туишев никогда и нигде не учился, талант ему был дан от природы. Будучи самоучкой, он удивлял слушателей уникальной памятью и слухом. Виртуозно владел инструментом.
В 1915 году в Петербурге Файзулла Туишев выступал с Федором Шаляпиным. После этого концерта Шаляпин и Туишев подружились и выступали совместно ещё несколько раз.
Ф. Туишев был хорошо знаком с Максимом Горьким.
Талант гармониста Туишева признавали видные деятели татарской культуры такие как: Габдулла Тукай, Фатих Амирхан, Галиаскар Камал, Адель Кутуй, Сахибжамал Гиззатуллина-Волжская и другие.
Ф. К. Туишевым написано свыше тридцати произведений, а также инструментальные пьесы. Среди популярных : «Халкыма», «Ике туган», "Дустыма и другие.
В течение всей своей жизни Ф. Туишев коллекционировал различные гармоники. После смерти артиста коллекция гармоник была передана в Национальный музей Республики Татарстан.
Скончался Файзулла Кабирович Туишев в 1958 году.

## Звания и награды
Народный артист ТАССР (1944)

## Память
- С 1988 года в Татарстане проводится Республиканский смотр — конкурс гармонистов им. Ф. Туишева.[2]